# Tornarem
Tornarem es una película para televisión coproducida por TVE y TV3, emitida por esta última en 2011. Su emisión estuvo dividida en dos partes de una hora y media cada una aproximadamente. El primer capítulo se emitió el 16 de abril de 2012, y fue visto por una media de 571.000 telespectadores, mientras que el segundo lo hizo una semana más tarde. Se trata de un drama histórico ambientado en 1944 que narra la historia de La Nueve, una compañía de republicanos españoles que tuvieron que exiliarse a Francia durante la guerra civil española y que combatieron en la Segunda Guerra Mundial.

## Argumento
La ficción recrea la historia de republicanos españoles que después de perder la guerra civil pudieron exiliarse a Francia y participar en la Segunda Guerra Mundial para intentar acabar con el fascismo en Europa. En este contexto histórico una historia de amor sucede entre París y Barcelona.
Huyendo de las tropas franquistas que entran a Barcelona al final de la Guerra Civil, Lola (Bea Segura) y Felip (Roger Coma) ven como su hija María (Jeannine Mestre) es secuestrada por los falangistas. Obligados a seguir su camino hacia el exilio, la pareja es recluida en el campo de concentración de Argelers. Cuando consiguen salir, Felip volverá a Barcelona para recuperar a su hija, aunque una serie de hechos lo llevarán a luchar a África durante cinco años a las órdenes del general Leclerc. Mientras, en Francia, Lola conocerá a Manel (Oriol Tarrasón), un pasador de refugiados del que no podrá evitar enamorarse.

## Reparto
| - Bea Segura - Lola - Roger Coma - Felip - Oriol Tarrasón - Manel - Javier Beltrán - García (joven) - Jordi Dauder - García (adulto) - Marc Martínez - Teniente Granados - Aida Folch - Anna - Iván Morales - Hèctor - Jeannine Mestre - Maria - Bruna Montoto - Maria (niña) | - Martina Canales - Maria (adolescente) - Myriam Mezières - Dominique - Maryse Pawloff - Madame Ullman - Ernesto Collado - Jordi - Koos Vos - Teniente SS Kahar - Guillem Motos - Pujol - Aida Oset - Estrella - Enric Bonicatto - Tanguy - Miko Jarry - Capitán Dronne - Thomas Saurteig - Capitán Meyer - Benoit Laudenbach - Leclerc |

## Producción
Para el guion se contó con el único superviviente de La Nueve, Luis Royo. A pesar de haber invertido unos 3 millones de euros, TVE decidió no emitir la serie.

## Premios y nominaciones
En 2012 obtuvo el Premio Iris a la Mejor Ficción Autonómica de parte de la Academia de las Ciencias y las Artes de Televisión. También fue nominada a mejor miniserie en el Festival de Televisión de Montecarlo. Además, Bea Segura fue nominada a mejor actriz También fue galardonado el director de fotografía de la película, Josep María Civit, con el premio PRISMA AEC a la mejor fotografía en producciones para televisión concedido por la Asociación Española para la Calidad.
En 2013, la película recibió el premio a mejor guion de Pau Garsaball y Marta Grau en el Festival de televisión de Sichuan, en China. Fue galardonada en la quinta edición de los Premis Gaudí como mejor película para televisión en 2013 por la Academia del Cine Catalán.
Felip Solé fue galardonado en la 19.ª edición del Festival de Televisión de Shanghái con el premio a mejor director en película para televisión.